# Vishva Dixit
Vishva Mitra Dixit (* 1956 in Kenia) ist ein indischstämmiger kenianisch-amerikanischer Pathologe und Molekularbiologe bei Genentech.
Dixit studierte an der University of Nairobi Medizin und absolvierte seine klinische Ausbildung in Pathologie am Kenyatta National Hospital. Nach einer Tätigkeit in der Pathologie an der Washington University in St. Louis erhielt er 1986 eine Professur für Pathologie an der University of Michigan. 1987 wurde er amerikanischer Staatsbürger. 1997 ging Dixit als Direktor an die Abteilung für Onkologie bei dem Biotechnologie-Unternehmen Genentech. Nach zehn Jahren in dieser Position wechselte Dixit als Vizedirektor in die Abteilung für Biochemie bei Genentech und widmet sich seitdem wieder mehr der eigenen Grundlagenforschung. Außerdem leitet er das Postdoktoranden-Programm bei Genentech.
Dixit befasst sich mit den molekularen Mechanismen von Zelltod und Entzündung. Er entdeckte mehrere Caspasen und die Tatsache, dass Caspasen an der death-receptor-vermittelten Apoptose beteiligt sind, wodurch letztlich der Ablauf der gesamten „Todeskaskade“ (siehe Caspasen#Caspasekaskade) aufgeklärt werden konnte. Außerdem entdeckte er den death receptor FADD und die Genfamilien der Paracaspasen und Metacaspasen (letztere spielen eine wichtige Rolle bei Lymphomen) und das Phänomen des Ubiquitin editing sowie den Ubiquitin-Editor TNFAIP3 (oder A20) und das nicht-kanonische Inflammasom Caspase-11.
2011 wurde er in die American Academy of Arts and Sciences gewählt, 2012 in die European Molecular Biology Organization, 2013 in die National Academy of Sciences und 2021 sowohl in die Königlich Niederländische Akademie der Wissenschaften als auch in die Royal Society. 2022 erhielt er den A.H.-Heineken-Preis für Medizin und den William B. Coley Award.